# Gorsko velebilje
Gorsko velebilje (crna bunika, crni bun, velika bunika, veliki bun, velebilje, lat. Atropa belladonna) otrovna je biljka iz porodice Solanaceae. Raste u Europi, sjevernoj Africi i zapadnoj Aziji. Također je unesena i naturalizirana u dijelovima Kanade i SAD. Sadrži otrovne alkaloide atropin, skopolamin i hioscijamin.

## Povijest
Ova biljka se dugo koristi kao lijek, kozmetičko sredstvo i otrov. Prije srednjeg vijeka korištena je kao anestetik u kirurgiji. Stari su je Rimljani koristili kao otrov. U još starija vremena korištena je kao otrov za strijele.

## Otrovnost
Velebilje je jedna od najotrovnijih biljaka istočne hemisfere. Oralna uporaba može biti uzrok brojnih kliničkih stanja, poput komplikacija u trudnoći, srčanih bolesti, bolesti crijeva i želuca te psihijatrijskih poremećaja. Svi dijelovi biljke sadrže toksične alkaloide. Korijen sadrži do 1,3 %, listovi do 1,2 %, stabljika 0,65 %, cvijeće 0,6 %, zreli plodovi 0,7 %, i sjemenke do 0,4 % alkaloida; listovi ih najviše sadrže u vrijeme pupanja i cvjetanja, a korijen na kraju vegetacije.

## Podvrste
1. Atropa belladonna subsp. belladonna
2. Atropa belladonna subsp. caucasica (Kreyer) V.E. Avetisyan

## Vanjske poveznice
|  | Zajednički poslužitelj ima još gradiva o temi Atropa belladonna |
|  | Wikivrste imaju podatke o taksonu Atropa belladonna             |